# یواس‌اس کتس (دی‌یی-۷۶۳)
یواس‌اس کتس (دی‌یی-۷۶۳) (به انگلیسی: USS Cates (DE-763)) یک کشتی بود که طول آن ۳۰۶ فوت (۹۳ متر) بود. این کشتی در سال ۱۹۴۳ ساخته شد.